# Manoir de Limoëlou
Pour les articles homonymes, voir Manoir et Limoilou (homonymie).
Le manoir de Limoëlou (tertre chauve, en breton) est un manoir-musée du XVIe siècle, du quartier de Rothéneuf de Saint-Malo, en Ille-et-Vilaine en Bretagne. Musée dédié à Jacques Cartier depuis 1984, il est inscrit aux monuments historiques depuis le 21 février 1940 et labellisé Maisons des Illustres.
Jacques Cartier (1491-1557, qui découvre le Canada en 1534) vécut dans ce manoir de 1541 à sa disparition.

## Histoire
Après avoir découvert le Canada (Nouvelle-France) et exploré le fleuve Saint-Laurent lors de deux premiers voyages, mandatés par le roi François Ier, Jacques Cartier achète en 1541, à l'âge de 50 ans (avant son troisième et dernier voyage) cette ferme du siècle précédent sur les hauteurs du village de Rothéneuf, au nord-est de sa ville natale de Saint-Malo, où il passe la fin de sa vie avec son épouse Catherine des Granches (fille du connétable de Saint-Malo),.

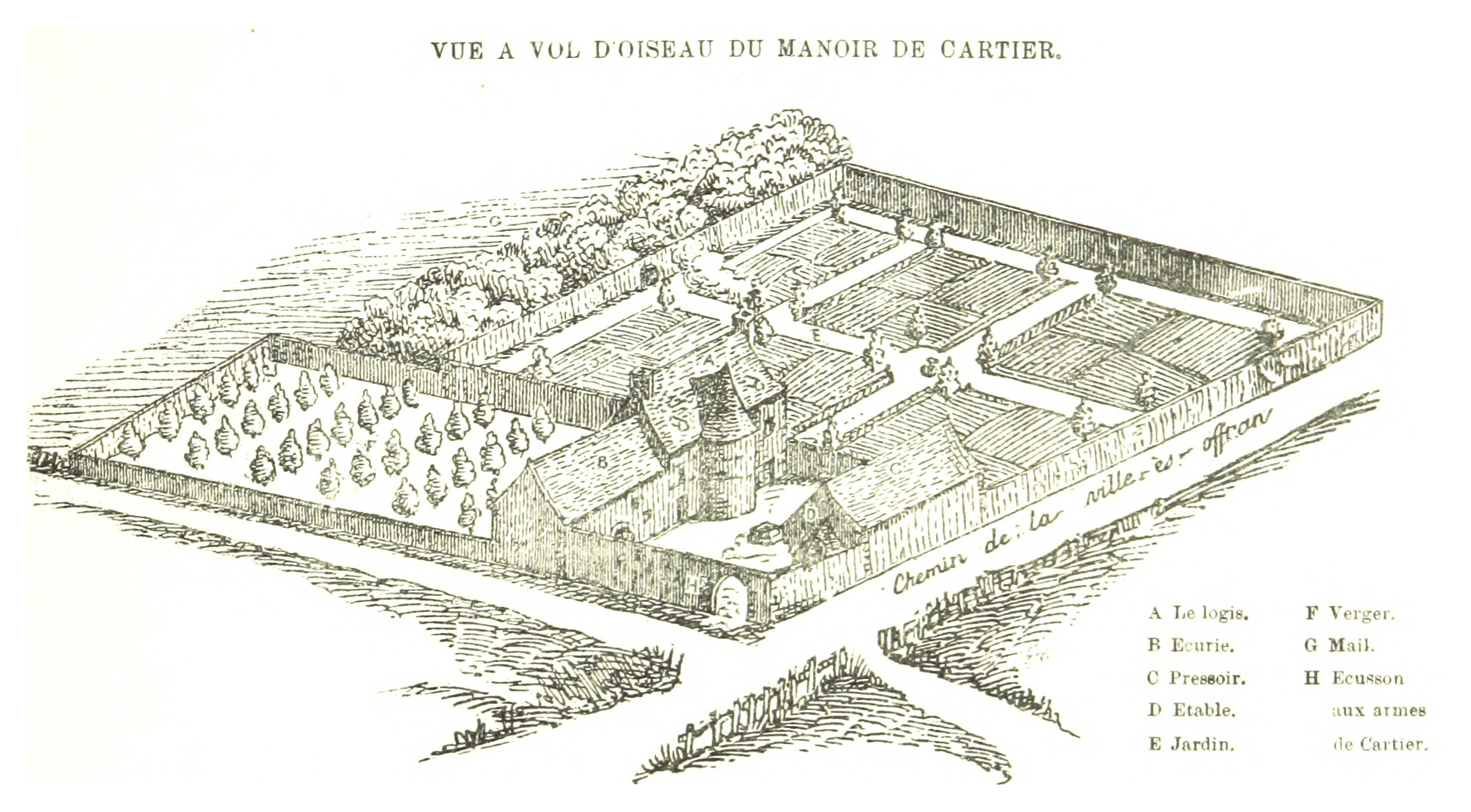
Le manoir de Cartier (1550)
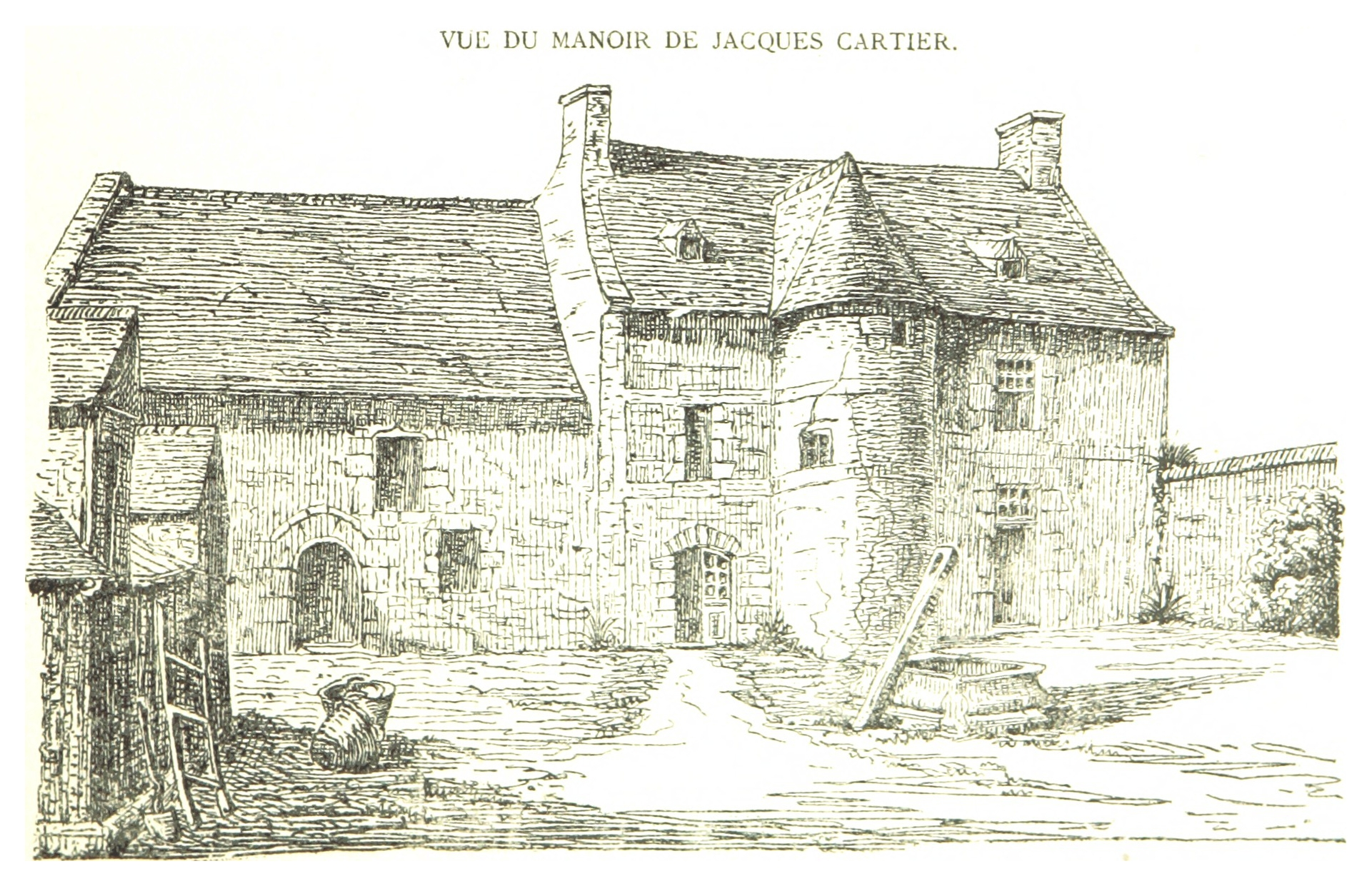
Vue de la façade (1550)

Il transforme les lieux vers 1545 en manoir d’été (pour vivre l'hiver à Saint Malo) ancêtre des malouinières bretonnes du XVIIe siècle, en lui ajoutant (à l'image des maisons-hall médiévales anglaises) un étage et une tour en façade, avec du bois de navire à titre de matériaux de construction. Il aménage également une chambre d'où il peut voir de loin la mer (la baie de Saint-Malo). Il disparaît sans héritier dans ce manoir en 1557, et est inhumé à la cathédrale Saint-Vincent de Saint-Malo. Son manoir redevient une ferme au cours du XVIIe siècle.

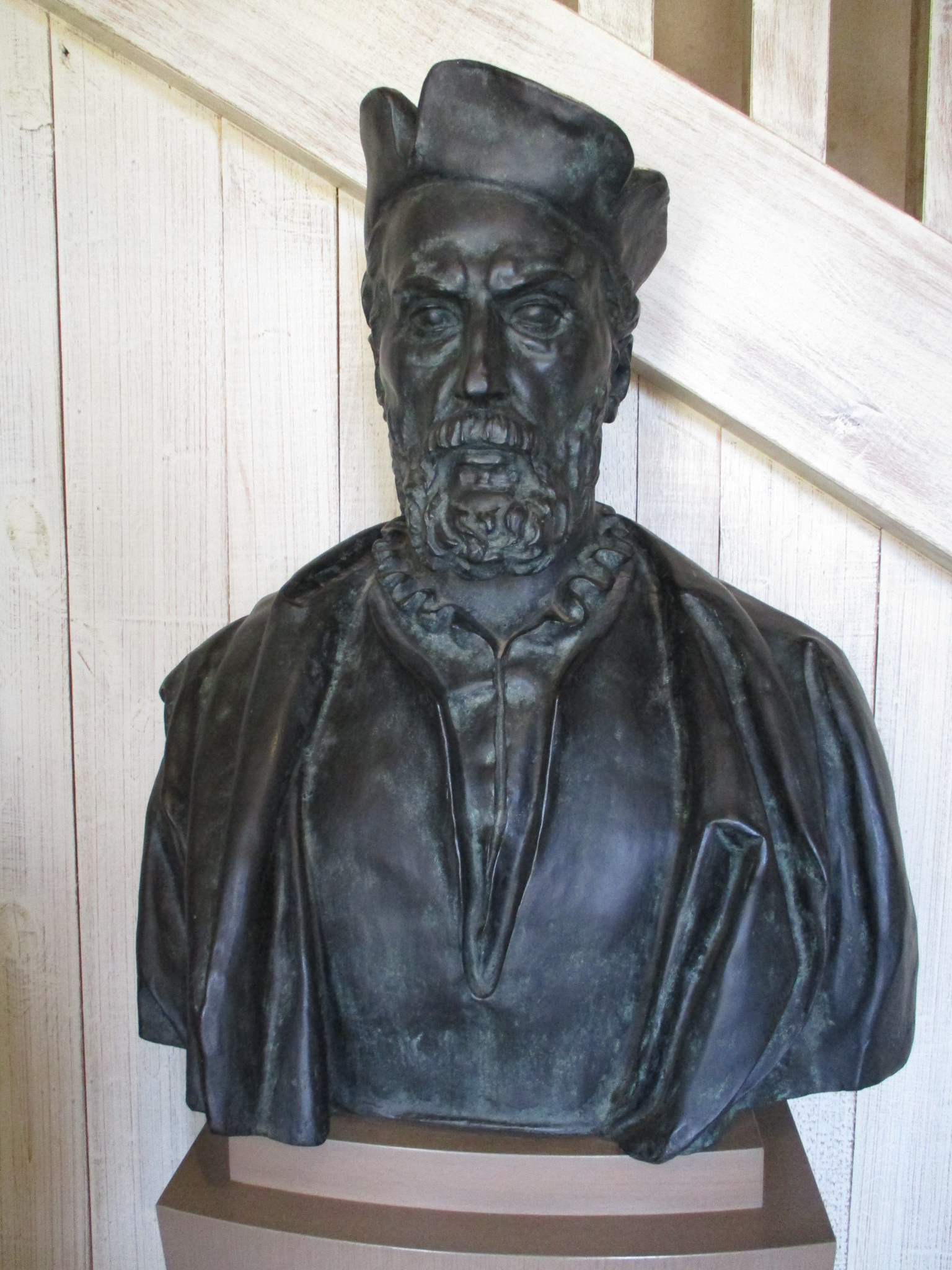
Buste présumé de Jacques Cartier
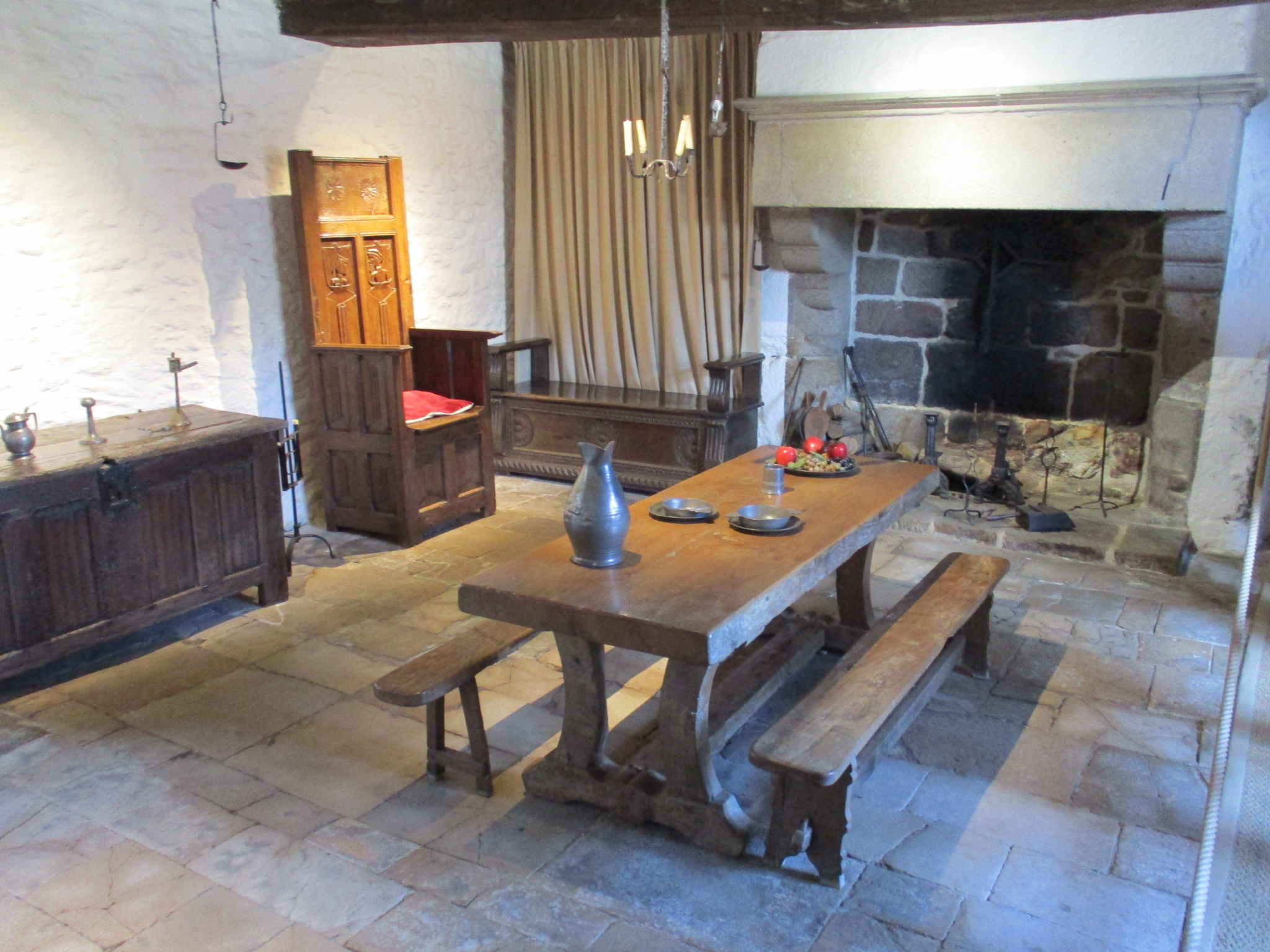
Salle à manger
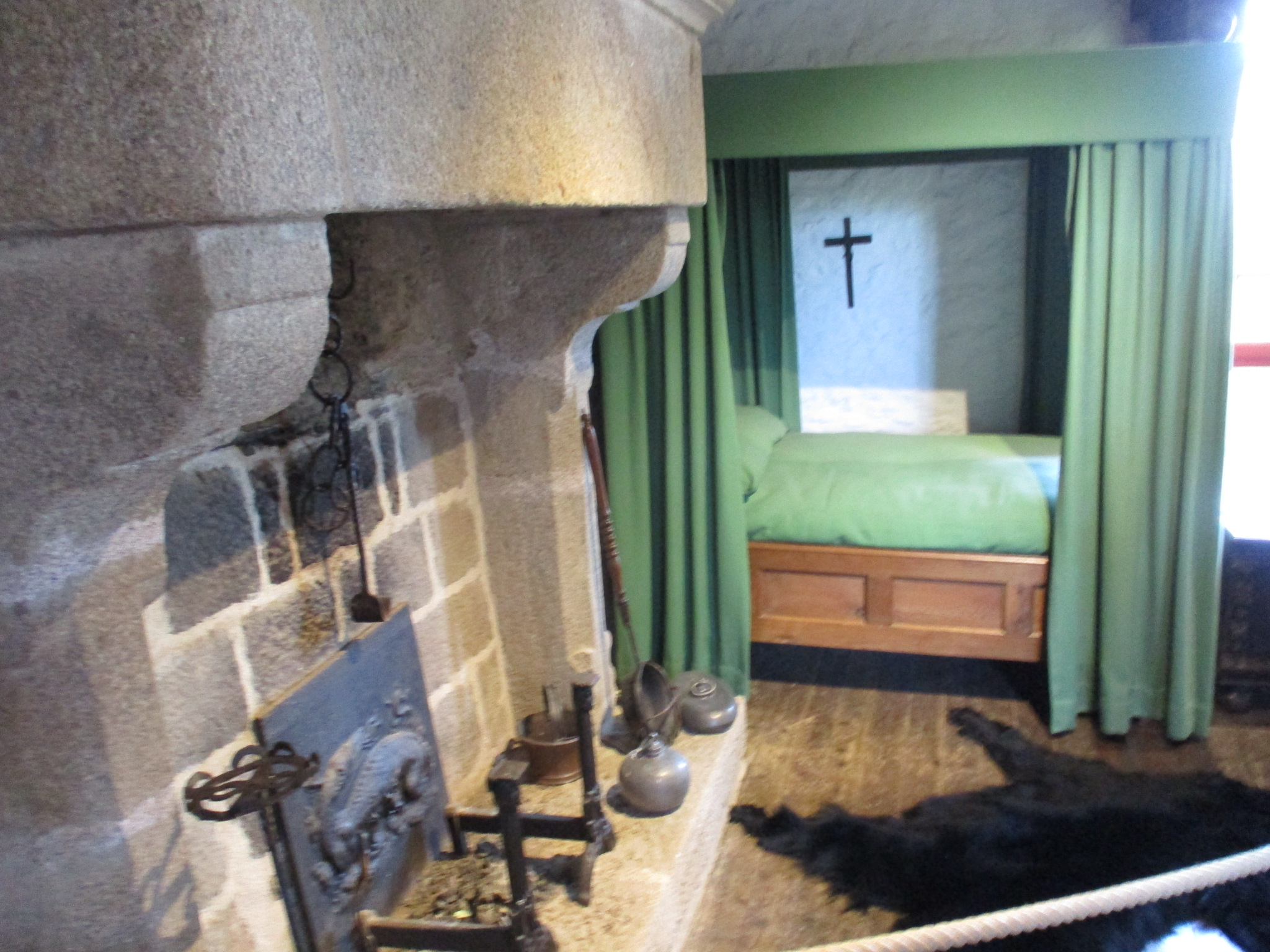
Chambre

## Limoëlou
Le terme limoëlou signifie « tertre chauve » en breton, en raison de sa situation en hauteur où les arbres sont rares en raison du vent.[réf. nécessaire] En 1893, le nom de Limoilou est donné à une nouvelle municipalité, aujourd'hui un secteur de l'arrondissement central La Cité-Limoilou de la Ville de Québec, à son église Saint-Charles-de-Limoilou, ainsi qu'à un de ses quartiers Vieux-Limoilou dans les environs du lieu où Jacques Cartier passa l'hiver 1535, et à la circonscription électorale provinciale de Québec Limoilou (circonscription provinciale).

## Musée
La Fondation Macdonald Stewart (du couple de mécène-philanthrope de Montréal David M. Stewart et Liliane Stewart) achète le manoir en 1978,, pour le faire restaurer d'époque jusqu'à son inauguration en musée Jacques Cartier en 1984 (pour l'anniversaire des 450 ans de l'exploration du Canada). Ils font don de cet unique héritage subsistant de l'explorateur à Saint-Malo en 2012. La plupart des pièces meublées d'époque ont retrouvé leur fonction d'autrefois. Des expositions et diverses animations sont organisées dans l'enceinte du musée.

Quelques objets du musée
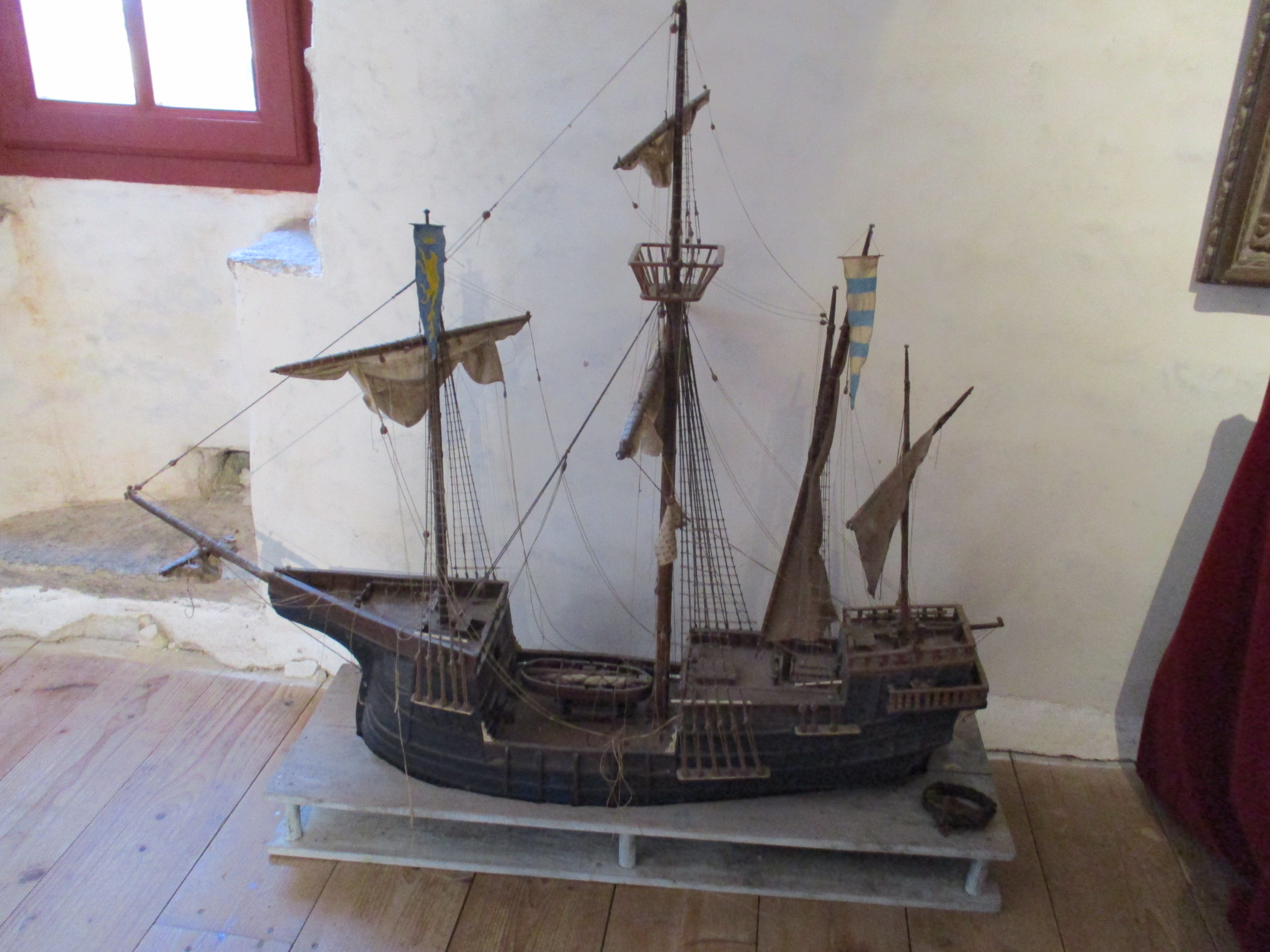
Maquette de navire de Jacques Cartier.
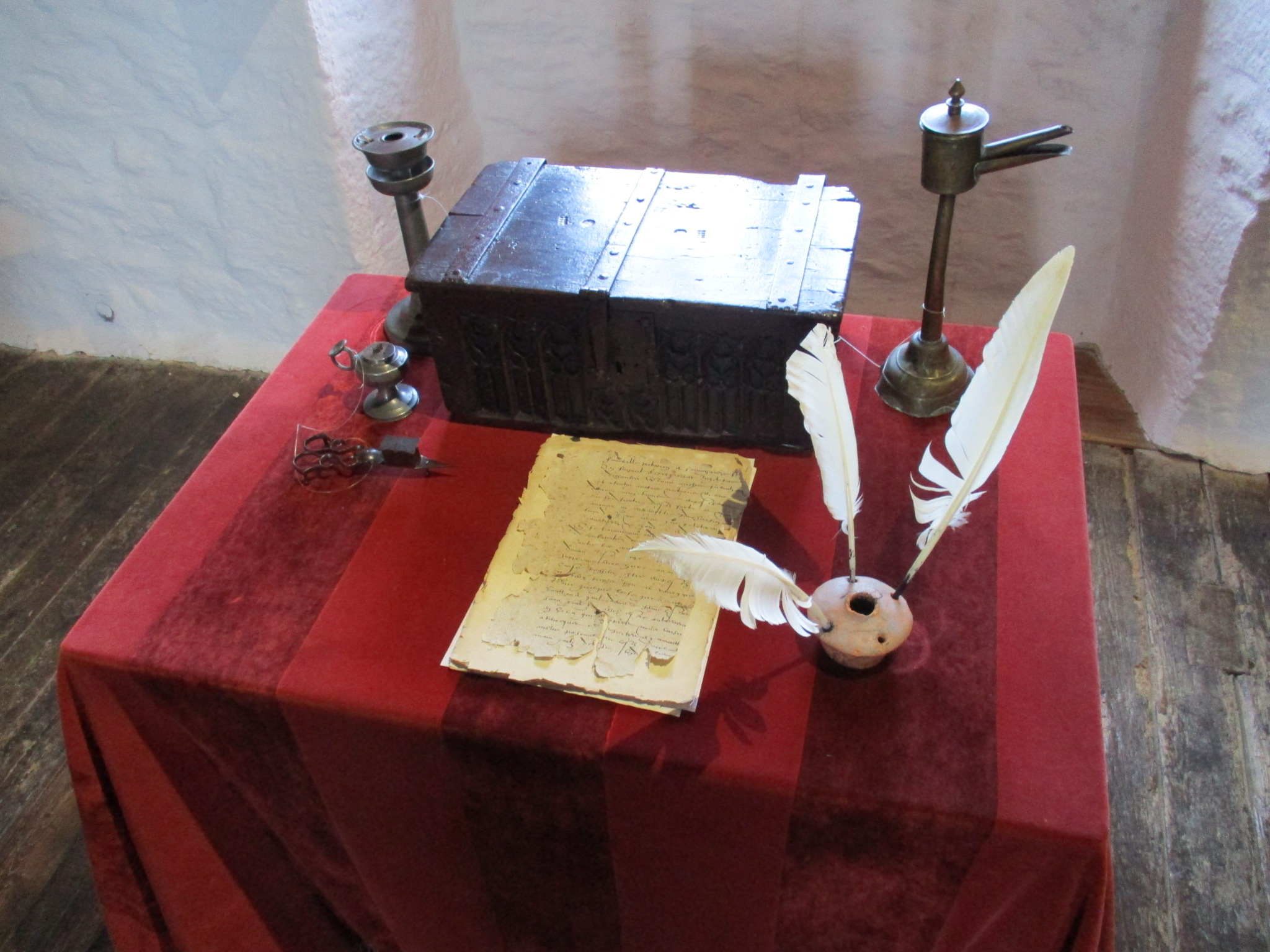
Bureau de chambre
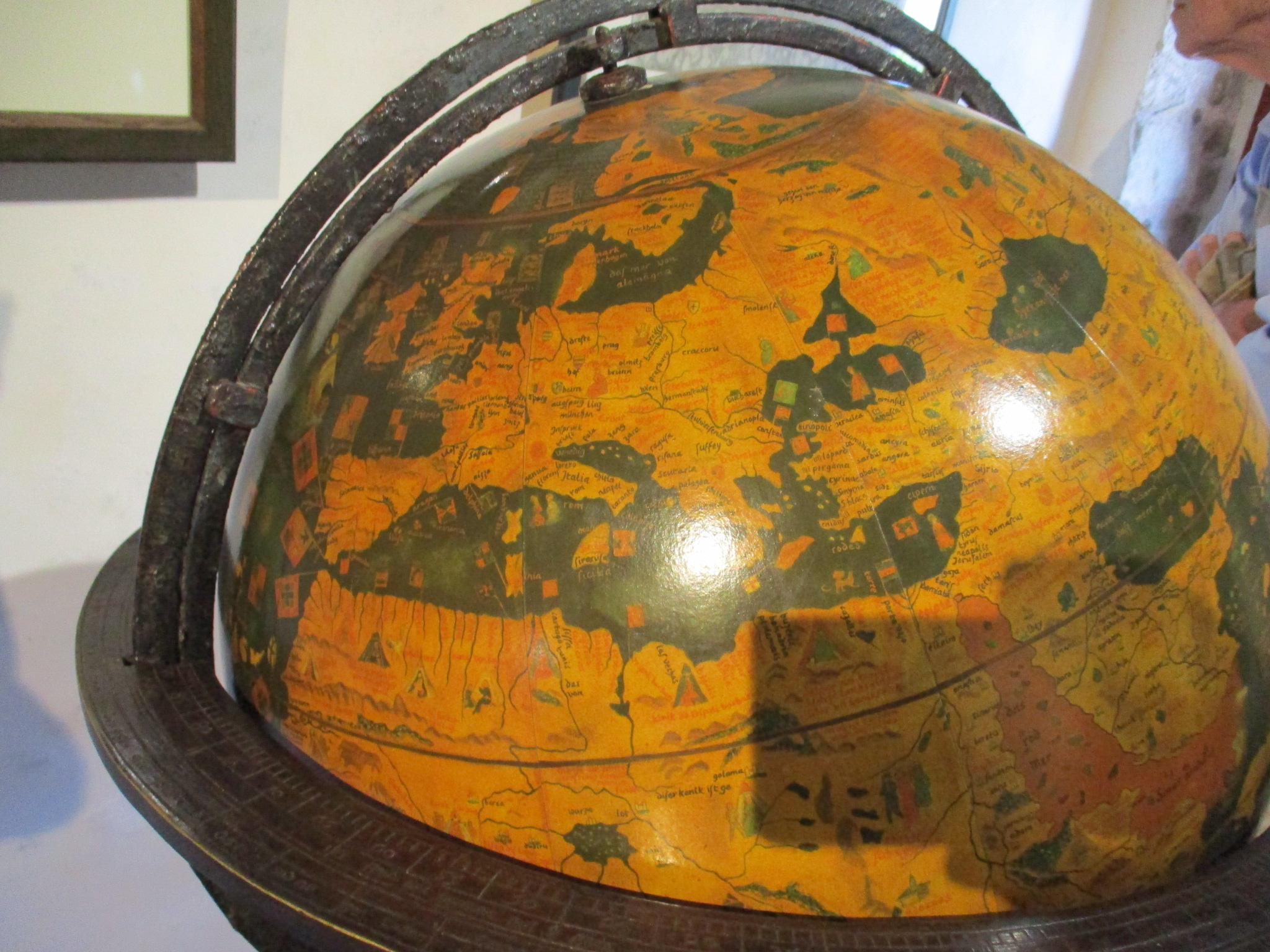
Mappemonde ancienne de l'époque.
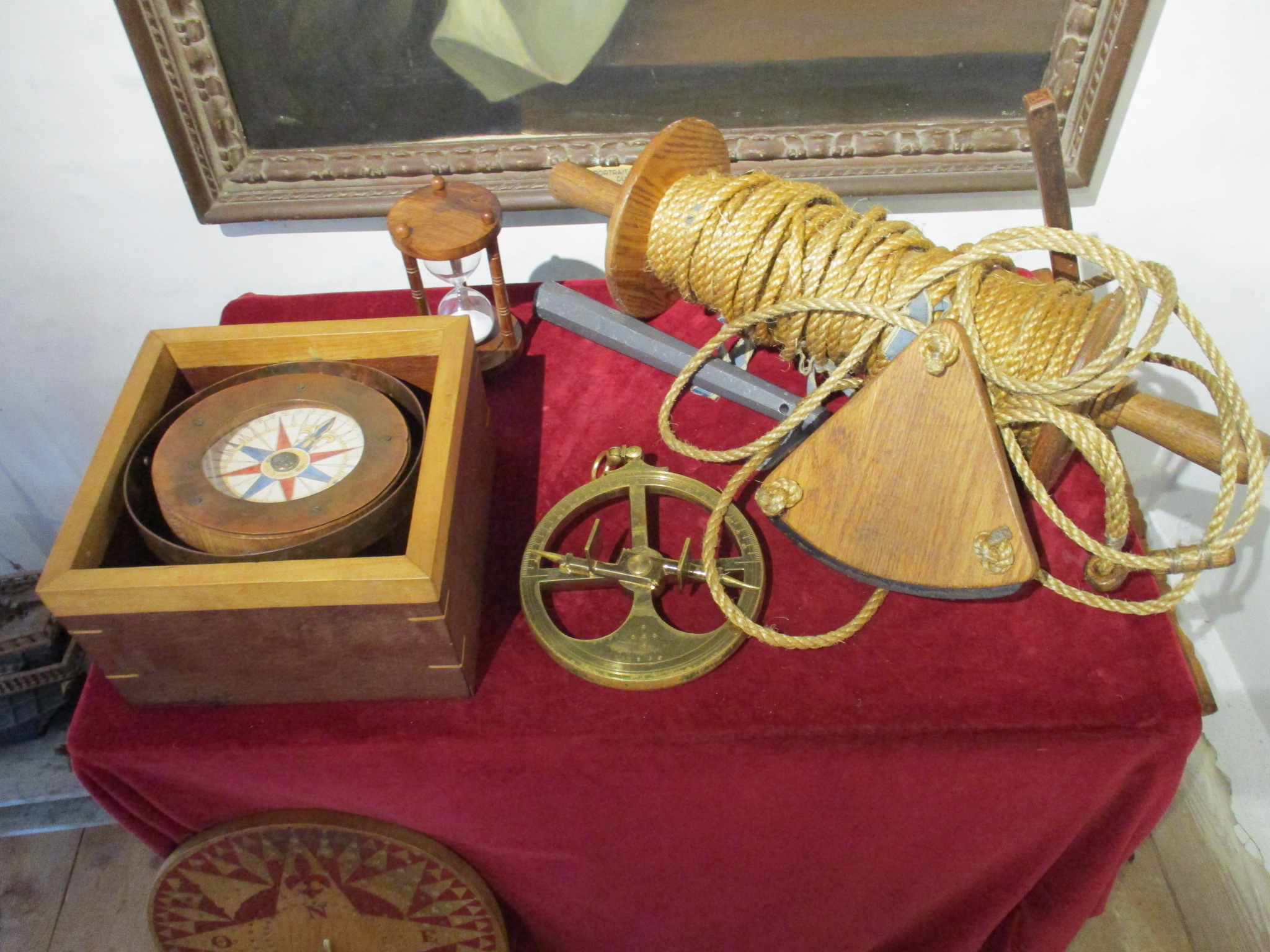
Instruments de navigation d'époque.
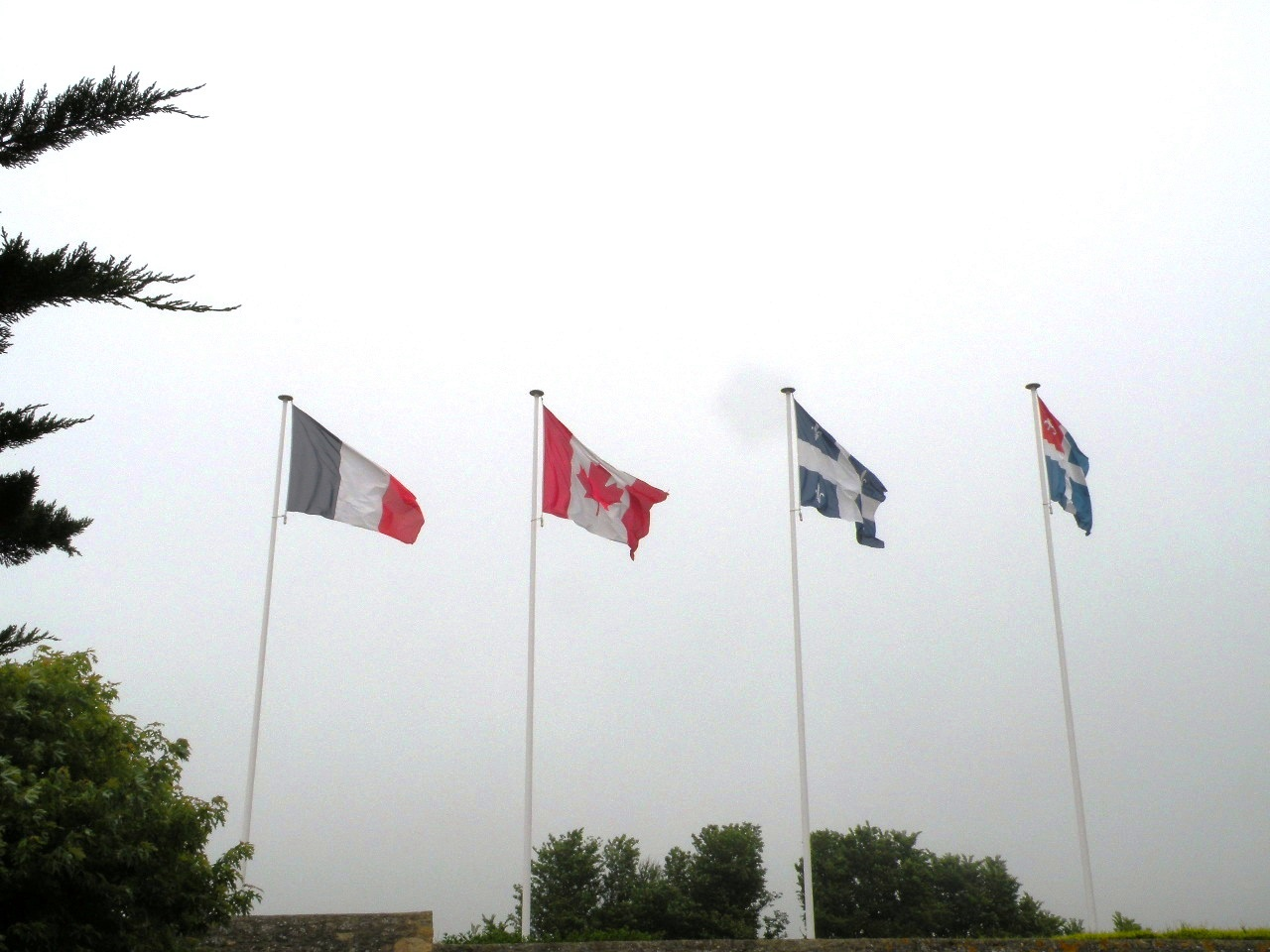
Drapeaux français, canadien, québécois et malouin, du manoir

## Autres musées du Quebec de Saint-Malo
- Maison du Quebec de Saint-Malo.
- Musée d’Histoire de la Ville et du Pays Malouin du château de Saint-Malo.